# Gabyna placida
Gabyna placida là một loài bướm đêm trong họ Noctuidae.